# Трухачёв, Игорь Алексеевич
Игорь Алексеевич Трухачёв (род. 3 декабря 1969, Москва) — советский, российский хоккеист, нападающий. Мастер спорта России.

## Биография
Воспитанник липецкого хоккея. Выступал за команды «Трактор» / ХК «Липецк» (1985/86 — 1987/881995/96 — 1996/97, 2001/02 — 2002/03), ШВСМ Москва (1987/88), СКА Хабаровск (1988/89 — 1992/93), «Металлург» Череповец (1993/94), «Лада» Тольятти (1993/94 — 1995/96), «Молот» Пермь (1995/96), «Стинол» Липецк (1996/97), «Кристалл» Саратов (1997/98, 1999/2000), «Рубин» Тюмень (1998/99), «Воронеж» (2000/01, 2002/03).
В составе «Лады» чемпион МХЛ (1994), финалист Кубка европейских чемпионов (1995).
Сын Алексей (род. 2003) — хоккеист «Белгорода».